# 大谷吉房
大谷 吉房（おおたに よしふさ、生没年不詳）は、安土桃山時代の武士。別名は吉定、行吉。官途は伊賀守。正室は東殿。子に大谷吉継がいるとされるが、史料の記述が乏しく不明な点が多い。
南近江半国守護六角義賢旧臣、浅井氏の家臣で、浅井滅亡後は織田氏、ないしは木下秀吉に仕えたものと思われる。
近江国小谷（おおたにと読む。今の滋賀県長浜市余呉町小谷）に居住したとされるが不明である。